# 2012-es FIFA-klubvilágbajnokság-döntő
A 2012-es FIFA-klubvilágbajnokság-döntőjét december 16-án játszotta a 2012-es Copa Libertadores győztese, a brazil Corinthians és a 2011–2012-es UEFA-bajnokok ligája győztese, az angol Chelsea, a jokohamai Nemzetközi Stadionban. A találkozót a Corinthians nyerte meg 1–0-ra, megszerezve a második FIFA-klubvilágbajnoki trófeáját.

## Út a döntőbe
Mindkét csapat saját konföderációjának a legrangosabb klubtornájának megnyerésével kvalifikálta magát a 2012-es FIFA-klubvilágbajnokságra. A Corinthians az egyiptomi Al-Ahli csapatát 1–0 arányban győzte le az elődöntőben Paolo Guerrero fejes góljával, míg a Chelsea ugyanebben a fázisban a mexikói Monterreyt búcsúztatta 3–1 arányban, miután Juan Mata és Fernando Torres gólja után Dárvin Chávez a saját kapujába talált.
| Corinthians                          | Csapat       | Chelsea                                               |
| ------------------------------------ | ------------ | ----------------------------------------------------- |
| CONMEBOL                             | Konföderáció | UEFA                                                  |
| A 2012-es Copa Libertadores győztese | Kvalifikáció | A 2011–2012-es UEFA-bajnokok ligája győztese          |
| Kiemelt                              | Selejtező    | Kiemelt                                               |
| Kiemelt                              | Negyeddöntő  | Kiemelt                                               |
| 1–0 Al-Ahli (Guerrero 30')           | Elődöntő     | 3–1 Monterrey (Mata 17', Torres 46', Chávez 48' ö.g.) |

## Előzmények

### A helyszín
A jokohamai Nemzetközi Stadion 2005 óta adott otthont a klub-világbajnokságnak, és annak döntőinek. 1998-ban épült és a japán első osztályú Jokohama Marinos otthonául szolgál. 

### Labda
A mérkőzés hivatalos labdája az Adidas Cafusa volt, melyet az Adidas német sportszer-gyártó cég erre a célra tervezett. Egy év múlva, a Konföderációs kupán is ezzel a labdával játszottak.

### A mérkőzés játékvezetője
A mérkőzés játékvezetője a török Cüneyt Çakır volt, aki ennek a tornának az Ulszan Hyundai–Monterrey negyeddöntőn bíráskodott először, és aki 2006 óta volt FIFA-játékvezető. Munkáját a döntőben Bahattin Duran és Tarık Ongun, illetve Alireza Faghani és Hassan Kamranifar segítették.

## A mérkőzés
| 20123. december 16. 19:30 |

| Corinthians  | 1–0               | Chelsea |
| ------------ | ----------------- | ------- |
| Guerrero 69' | (0–0) Jegyzőkönyv |         |

| Nemzetközi Stadion, Jokohama Nézőszám: 68,275 Játékvezető: Cüneyt Çakır (török) |

| Corinthians | Chelsea |

| GK          | 12 | Cássio               |     |       |
| RB          | 2  | Alessandro (c)       |     |       |
| CB          | 3  | Chicão               |     |       |
| CB          | 13 | Paulo André          |     |       |
| LB          | 6  | Fábio Santos         |     |       |
| CM          | 5  | Ralf                 |     |       |
| CM          | 8  | Paulinho             |     |       |
| RW          | 11 | Emerson              |     | 90+1' |
| AM          | 20 | Danilo               |     |       |
| LW          | 23 | Jorge Henrique       | 56' |       |
| CF          | 9  | José Paolo Guerrero  |     | 87'   |
| Cserék:     |    |                      |     |       |
| FW          | 7  | Juan Manuel Martínez |     | 87'   |
| DF          | 4  | Wallace              |     | 90+1' |
| Vezetőedző: |    |                      |     |       |
| Tite        |    |                      |     |       |

| GK             | 1  | Petr Čech          |     |     |
| RB             | 2  | Branislav Ivanović |     | 83' |
| CB             | 24 | Gary Cahill        | 90′ |     |
| CB             | 4  | David Luiz         | 72' |     |
| LB             | 3  | Ashley Cole        |     |     |
| CM             | 7  | Ramires            |     |     |
| CM             | 8  | Frank Lampard (c)  |     |     |
| RW             | 13 | Victor Moses       |     | 73' |
| AM             | 10 | Juan Mata          |     |     |
| LW             | 17 | Eden Hazard        |     | 87' |
| CF             | 9  | Fernando Torres    |     |     |
| Cserék:        |    |                    |     |     |
| MF             | 11 | Oscar              |     | 73' |
| DF             | 28 | César Azpilicueta  |     | 83' |
| MF             | 21 | Marko Marin        |     | 87' |
| Menedzser:     |    |                    |     |     |
| Rafael Benítez |    |                    |     |     |

| A mérkőzés legjobbja Cássio (Corinthians) Asszisztensek: Bahattin Duran (török) Tarık Ongun (török) Negyedik játékvezető: Alirezá Fagáni (iráni) Ötödik játékvezető: Hassan Kamranifar (iráni) | Szabályok - 90 perc játékidő. - 30 perc hosszabbítás döntetlen esetén. - Tizenegyesek ha ezt követően sincs döntés. - Tizenkét nevezhető csere. - Maximum három cserelehetőség. |

## Statisztika
|                      | Corinthians | Chelsea |
| -------------------- | ----------- | ------- |
| Gól                  | 1           | 0       |
| Összes lövés         | 9           | 14      |
| Kaput eltaláló lövés | 2           | 6       |
| Labdabirtoklás       | 46%         | 54%     |
| Szöglet              | 4           | 2       |
| Szabálytalanság      | 17          | 12      |
| Les                  | 1           | 4       |
| Sárga lap            | 1           | 1       |
| Piros lap            | 0           | 1       |